# Monodaeus arnaudi
Monodaeus arnaudi is een krabbensoort uit de familie van de Xanthidae. De wetenschappelijke naam van de soort is voor het eerst geldig gepubliceerd in 1988 door Guinot & Macpherson.